# Stefan Oster

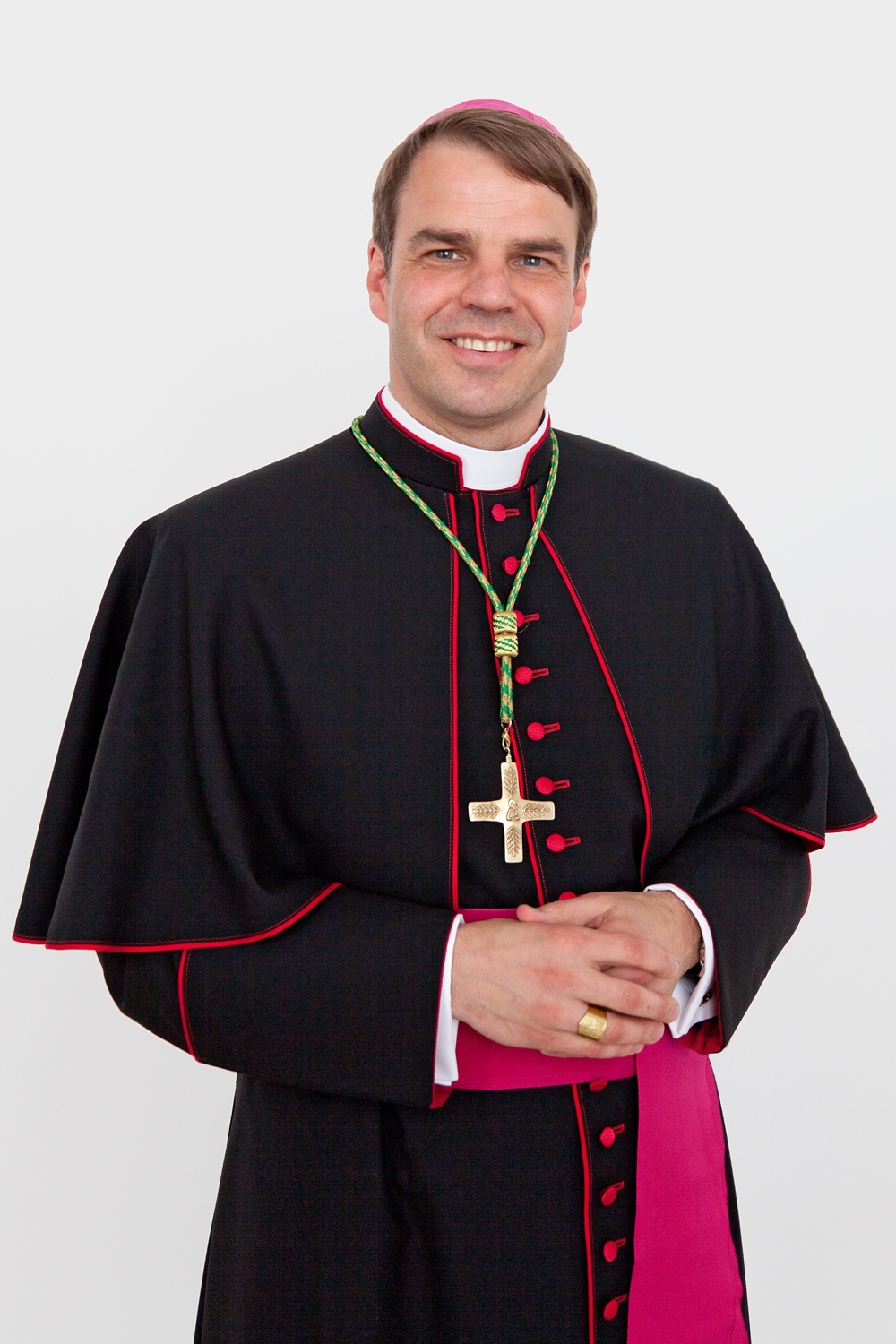
Stefan Oster SDB (2014)

Stefan Oster SDB (* 3. Juni 1965 in Amberg) ist ein deutscher römisch-katholischer Theologe und seit 2014 Bischof des Bistums Passau.

## Leben

### Jugend und Studium
Nach seiner Grundschulzeit in Neunburg vorm Wald und dem Abitur am Gymnasium Neutraubling absolvierte Oster beim Straubinger Tagblatt von 1984 bis 1986 eine Ausbildung zum Zeitungs- und Hörfunkredakteur und moderierte dann von 1987 bis 1988 für den Radiosender Charivari in Regensburg die Morningshow. Dort war er auch die erste Stimme, die am 9. Mai 1987 auf Sendung ging. Von 1988 an studierte er Philosophie, Geschichte und Religionswissenschaften in Regensburg, Kiel, an der University of Keele und der University of Oxford. Dabei nahm er von 1990 bis 1991 am Erasmus-Programm der Europäischen Union teil und erhielt von 1990 bis 1994 eine Begabtenförderung der Konrad-Adenauer-Stiftung. Er schloss in Oxford 1993 mit dem Master und in Regensburg 1994 mit dem Magister artium ab.
In seiner Kindheit und Jugend übte Oster den Kampfsport Judo aus, später spielte er Tennis und Fußball. Als junger Mann war er jahrelang mit einer Frau liiert.

### Kirchliche und wissenschaftliche Laufbahn
1995 entschied sich Oster, Salesianer Don Boscos zu werden, ging für ein Jahr in das Noviziat des Ordens in Jünkerath und legte dort 1996 die erste Profess ab. Von 1996 bis 2000 studierte er an der Philosophisch-Theologischen Hochschule Benediktbeuern Theologie. Die Ewige Profess legte er am 24. Juli 1999 ab. Am 24. Juni 2001 weihte ihn Bischof Viktor Josef Dammertz zum Priester. Im Anschluss war er bis 2003 als Kaplan in St. Don Bosco in Augsburg tätig.
In der Zeit von 1999 bis 2006 gab er die Schriften II–V von Ferdinand Ulrich heraus. 2003 wurde Oster an der Theologischen Fakultät der Universität Augsburg in Philosophie mit einer Arbeit über Ulrich, die Alois Halder betreute, promoviert. Für diese Arbeit erhielt er 2003 den Albertus-Magnus-Preis der Diözese Augsburg und 2004 den Universitätspreis des Vereins der Freunde der Universität Augsburg. Im Anschluss daran dozierte er an der Philosophisch-Theologischen Hochschule Benediktbeuern im Fach Philosophie, insbesondere zur Erkenntnistheorie, Metaphysik, Sprachphilosophie, Dialogphilosophie und Philosophie der Person. Er forschte insbesondere zu Grenzfragen zwischen Philosophie und Theologie.
2009 habilitierte sich Oster im Fach Dogmatik an der Theologischen Fakultät Trier. Die Habilitationsschrift behandelte das Verhältnis von Person und Transsubstantiation und wurde vom damaligen Trierer Dogmatiker Rudolf Voderholzer betreut. Daraufhin wurde er in Benediktbeuern zum ordentlichen Professor für Dogmatik und Dogmengeschichte ernannt. Als Dogmatiker wandte er sich vor allem den personal-dialogischen und theodramatischen Fragen in der systematischen Theologie zu, insbesondere im Bereich der Christologie, Ekklesiologie und Mariologie.
Mit der Schließung der Philosophisch-Theologischen Hochschule in Benediktbeuern im Juli 2013 endete seine dortige Professur. Oster dozierte weiterhin an der Katholischen Stiftungsfachhochschule München – Abteilung Benediktbeuern. Zudem lehrte er auch an der LMU München.

Bischofswappen von Stefan Oster

Am 4. April 2014 wurde Oster von Papst Franziskus zum 85. Bischof von Passau ernannt. Seine Bischofsweihe erfolgte am 24. Mai im Stephansdom in Passau durch den Erzbischof von München und Freising, Reinhard Kardinal Marx. Mitkonsekratoren waren der Passauer Altbischof Wilhelm Schraml sowie der emeritierte Erzbischof von Salzburg, Alois Kothgasser SDB, der der Vorvorgänger von Oster als Dogmatikprofessor in Benediktbeuern gewesen war.
Der Wahlspruch von Bischof Oster lautet „Victoria Veritatis Caritas“ (dt.: „Der Sieg der Wahrheit ist die Liebe“). Sein Wappen ist von blau und silber geviert mit Herzschild. Er zeigt den Passauer Wolf als Symbol für das Bistum Passau. Die Einzelfelder zeigen die goldene gekrönte Maria von Altötting, einen flugbereiten roten Johannes-Adler, die schräggestellte rote Märtyrerpalme mit drei Steinen, Attribute des hl. Stephanus, Namenspatron des Bischofs und Dompatron von Passau, sowie drei goldene Nadelbäume als Verweis auf Johannes Bosco (ital. Bosco „Wald“). Das einfache Vortragekreuz ist die Wappeninsignie des Bischofs. 
Das Gehalt von Bischof Oster bemisst sich an der Besoldungsstufe B 6. Es wird aus Geldmitteln gezahlt, die dem Bistum als Staatsleistungen im Rahmen des Bayerischen Konkordats vom Freistaat Bayern zur Verfügung gestellt werden.
Oster ist Mitglied der Görres-Gesellschaft, der Arbeitsgemeinschaft der katholischen Dogmatiker und Fundamentaltheologen des deutschen Sprachraums sowie beratender Vorstand des Fördervereins Juwel e. V. zum Erhalt des Klosters Benediktbeuern. Die Mitglieder der Deutschen Bischofskonferenz wählten Oster am 20. September 2016 zum Vorsitzenden der Jugendkommission. Im September 2021 zog sich Oster aus dem Vorsitz der Jugendkommission zurück und wurde zum stellvertretenden Vorsitzenden gewählt. Zugleich erfolgte die Berufung als Mitglied der Kommission Ehe und Familie. Im September 2022 bestimmte ihn die Deutsche Bischofskonferenz zu ihrem Sportbeauftragten („Sportbischof“).
Stefan Oster nahm bzw. nimmt an den Sitzungen der Weltsynode im Oktober 2023 und Oktober 2024 in Rom teil.

## Positionen

### Sexualmoral und Homosexualität
Oster vertritt hinsichtlich Homosexualität die Lehrmeinung der römisch-katholischen Kirche, die in der Gesellschaft und auch innerhalb der Kirche auf Kritik stößt. Eine „Weiterentwicklung der Sexualmoral“ hält er für kritisch, da man dann begründen müsse, „warum das, was vorher Sünde war, jetzt nicht mehr Sünde ist, sondern womöglich sogar gesegnet werden könnte“.
Im Bezug auf die Sexualmoral der römisch-katholischen Kirche lehnt Oster homosexuelle Partnerschaften und deren kirchliche Segnung ab: Sexualität habe ihren „einzig legitimen Ort in einer Ehe zwischen genau einem Mann und einer Frau“. In einem Blogbeitrag argumentierte er, geteilte „Werte des Zusammenlebens“ wie Verlässlichkeit, gegenseitige Fürsorge oder Loyalität fänden sich in allen möglichen menschlichen Gemeinschaften – neben Freundschaften eben auch in Gangsterbanden – und würden mithin nicht ausreichen, um Formen verbindlichen Zusammenlebens, in denen Sexualität praktiziert wird, qualitativ gegenüber nichtsexuellen Beziehungen abzugrenzen. Oster schreibt in demselben Beitrag: „Dies sage ich ausdrücklich nicht, um Gangsterbanden, Fußballvereine und eheähnliche Verhältnisse miteinander zu vergleichen, sondern gerade um zu zeigen, wie die bloße Berufung auf ‚Werte‘ die Dinge beliebig und deshalb eben gerade nicht mehr vergleichbar macht!“ Die Parallelisierung von homosexuellen Partnerschaften mit Gangsterbanden stieß auf viel Kritik.
In einem Streitgespräch mit Stefan Vesper, Generalsekretär des Zentralkomitees der deutschen Katholiken, begründete Oster 2015, warum er gegen kirchliche Segnungen von außerehelichen Partnerschaften ist, und äußerte sich dabei auch zu der Frage, ob und inwieweit Homosexualität angeboren ist oder nicht:

„Auch unsere Sexualität wird, entsteht, reift, verändert sich, bei jedem! Daher ist Sexualität immer auch bleibend ein Lern- und Reifungsfeld für jeden von uns. Auch Varianten sexueller Orientierung entstehen. Auch eine homosexuelle Neigung entsteht, sie wird und ist nicht statisch bloß gegeben. Wir können die ganzen Lebensumstände eines Menschen, die psychosoziale Dimension nicht rauslassen.“

In einer Predigt am 27. Dezember 2020 äußerte sich Oster erneut zum Thema Homosexualität und verwies auf die Lehre der katholischen Kirche: „Und dennoch sagt die Kirche auch, dass nicht die Neigung selbst, aber das Ausleben dieser Neigung im sexuellen Akt nicht richtig ist, dass es Sünde ist.“ Der Lesben- und Schwulenverband (LSVD) Bayern monierte daraufhin, Osters Aussagen verletzten „viele queere Menschen in ihrem Recht und Bedürfnis auf Akzeptanz und Freiheit“.
Oster begrüßte ausdrücklich die Erklärung "Fiducia supplicans" des Vatikans vom Dezember 2023, in der lehramtlich erstmals Segnungen für Paare ermöglicht werden, die nicht dem katholischen Eheverständnis entsprechen, also auch von unverheirateten, wiederverheirateten oder gleichgeschlechtlichen Paaren. Er sieht in der Erklärung eine Weiterentwicklung der kirchlichen Lehre von Segen außerhalb der liturgischen Feier. Dies sei „ein Segen auch für Seelsorger“, die queere Menschen begleiten, weil dadurch die Spielräume für gemeinsame pastorale Wege erweitert würden.

### Intersexualität
Oster legte im Dezember 2020 auch seinen Standpunkt zu verschiedenen Genderfragen, unter anderem Intersexualität, dar. Vor dem Hintergrund, dass im gewöhnlichen biologischen Verlauf bei einem Neugeborenen eine binäre geschlechtliche Zuordnung erwartbar und möglich sei, tue Oster sich schwer, von einem genuinen dritten Geschlecht zu sprechen: „Solche Menschen sind damit aber aus meiner Sicht nicht ein eigenes drittes Geschlecht. Sondern es sind Menschen, denen schlicht diese Zuordnung zu einem der beiden Geschlechter fehlt. Und selbstverständlich bedeutet das keinerlei Beeinträchtigung ihrer Würde als Menschen und ihrer Personrechte.“ Die Predigt löste kontroverse Reaktionen aus, vor allem in den sozialen Medien. Kritisiert wurde unter anderem der Vergleich von Intersexualität mit angeborenen Beeinträchtigungen „etwa wenn jemand blind geboren wird oder mit einem Herzfehler, oder mit einer anderen Beeinträchtigung“.

### Frauenordination
Oster hat sich gegen die Priesterweihe für Frauen ausgesprochen. Zum „Geheimnis von Schöpfung und Erlösung“ gehöre, dass Jesus ein Mann war. Deshalb könne der Priester, der „in persona Christi“ handele, keine Frau sein. Dem Frauendiakonat steht er kritisch gegenüber. Oster gehört damit zu der 15%igen Minderheit der deutschen Bischöfe, welche die Frauenordination grundsätzlich ablehnen; auf dem Synodalen Weg in Deutschland stimmte er 2022 und 2023 sowohl gegen eine Überprüfung des Ausschlusses der Frauen vom Priesteramt durch den Vatikan als auch gegen den Zugang der Frauen zum Diakonat, der niedrigsten Ordinationsstufe.

### Zölibatsverpflichtung für Priester
Im Juni 2014 warnte Oster im Interview mit der Passauer Neuen Presse vor der Abschaffung des Pflichtzölibats für Priester, da ein Priester die zölibatäre Lebensform Jesu nachahme; der tiefere Sinn darin gehe verloren, wenn der Zölibat zur Wahl gestellt würde. Jedoch werde er sich einer Entscheidung des Papstes für einen Wahlzölibat nicht verweigern, da der Zölibat kein Dogma sei, das unbedingt bestehen bleiben müsse. Im März 2019 erklärte er, dass er verheiratete Priester für möglich hält.

### Interkommunion
Oster kritisierte im Juni 2018 den Vorstoß einiger Bischöfe, protestantische Ehepartner von konfessionsverschiedenen Ehen zur Eucharistie zuzulassen. „Es ist richtig, dass wir niemanden von der Kommunionbank zurückweisen“, sagte er gegenüber KNA. Dennoch sei es wichtig, mit dem katholischen Eucharistieverständnis ernstzumachen. Eine Praxis, die die Ausnahme zur Regel mache, und konfessionsverschiedene Ehen generell als „schwere geistliche Notlage einzelner“ zu bezeichnen, lehnt Oster ab.

### Kontroverse mit Johanna Rahner
Nachdem die Theologin Johanna Rahner 2021 in einem Vortrag gemäß Redetext gesagt hatte „Und wenn wir diese Diskriminierung (= der Frauen in der katholischen Kirche) nicht als solche benennen, wird sich daran nichts ändern. Wer aber daran nichts ändern will, ist nichts anderes als ein Rassist“, stellte Oster indirekt die Finanzierung „bestimmter Medien“ durch Kirchensteuermittel infrage. Die Gesellschaft Katholischer Publizistinnen und Publizisten Deutschlands, sowie die Gruppierungen „Wir sind Kirche“ und „Maria 2.0“, bezeichneten dies als Angriff auf die Pressefreiheit in kirchlichen Medien. Oster äußerte daraufhin, er wolle nicht die Pluralität infrage stellen, es gehe jedoch darum, „ob ausgerechnet unsere eigenen Medien bestehende Polarisierungen bewusst verschärfen müssen“. Theologen hätten einen „ziemlich großen Spielraum für Forschung und Lehre“, trotzdem gebe es „Leitplanken“. Überdies sei der Begriff des Rassismus, so Oster, in diesem Zusammenhang nicht nur „sachlich falsch“, er verunglimpfe auch alle, die „tatsächlich unter Rassismus zu leiden hatten und haben“.
Johanna Rahner forderte daraufhin eine öffentliche Entschuldigung Osters, da seine Vorwürfe nicht der Wahrheit entsprächen. In keiner ihrer Aussagen und auch nicht in der Berichterstattung darüber sei der „von ihm konstruierte Zusammenhang von Frauenordination und Rassismusvorwurf“ zu finden. ZdK-Präsident Thomas Sternberg bezeichnete es als „völlig unangemessen“, dass Oster seine Kritik auf den gesamten Synodalen Weg ausdehne. Oster und Rahner legten am 30. April 2021 ihren Streit mit einer gemeinsamen Erklärung und einer gegenseitigen Entschuldigung bei; sie erkannten den beiderseitigen Wunsch an, sich trotz unterschiedlicher Positionen für eine gute Zukunft für die katholische Kirche einzusetzen. Rahner zog den „angeschärften Begriff des ‚Rassismus‘“ zurück, und Oster entschuldigte sich für die verkürzte Rezeption der Aussagen Rahners und das Hinterfragen ihrer Stellung als katholische Theologin.

## Auszeichnungen und Ehrungen
- Albertus-Magnus-Preis der Diözese Augsburg (2003)
- Universitätspreis des Vereins der Freunde der Universität Augsburg (2004)

## Publikationen (Auswahl)
- Mit-Mensch-Sein. Phänomenologie und Ontologie der Gabe bei Ferdinand Ulrich. Karl Alber, Freiburg 2004, ISBN 978-3-495-48126-4 (Dissertation).
- Person und Transsubstantiation. Mensch-Sein, Kirche-Sein und Eucharistie – eine ontologische Zusammenschau. Herder, Freiburg 2010, ISBN 978-3-451-32292-1 (Habilitationsschrift).
- mit Bernhard Klinger (Hrsg.): Person-Sein vor Gott. Theologische Erkundungen mit dem Bischof von Passau. Herder, Freiburg 2015, ISBN 978-3-451-34762-7.
- mit Peter Seewald (Hrsg.): Gott ohne Volk? Die Kirche und die Krise des Glaubens. Droemer, München 2016, ISBN 978-3-426-30103-6.
- Passauer Sonntagsbibel. Die Lesungen der Sonn- und Feiertage mit Betrachtungen von Joseph Ratzinger, Benedikt XVI. und Kunstwerken aus dem Bistum Passau. Schnell + Steiner, Regensburg 2019, ISBN 978-3-7954-3466-3.
- Das Credo. Eine Gebrauchsanweisung für das Leben. kbw Bibelwerk, Stuttgart 2019, ISBN 978-3-460-25603-3.
- mit Rudolf Gehrig: Den ersten Schritt macht Gott. Über Erfüllung, Berufung und den Sinn des Lebens. Verlag Herder, Freiburg 2021, ISBN 978-3-451-39122-4.
- mit Johannes Brantl (Hrsg.), Christus ist unter euch. Zur Aktualität des II. Vatikanischen Konzils, Festschrift für Bischof Rudolf Voderholzer, Regensburg 2024, ISBN 978-3-7917-3538-2.